# Ducato di Castrofilippo
Il Ducato di Castrofilippo fu un antico feudo coincidente con l'attuale territorio appartenente al comune di Castrofilippo (Ag).
Inizialmente una baronia, nel 1625 per vari giochi di potere il re di Spagna di allora concesse per meriti il titolo di duca al barone Visconte Cicala (I duca di Castrofilippo).
Anche se il primo duca apparteneva all'antica famiglia Cicala, i veri protagonisti della storia del territorio furono gli esponenti della famiglia Monreale, i quali governarono queste terre fino all'abolizione del feudalesimo.
I Duchi di Castrofilippo siedevano nella Parìa Siciliana.